# Olivier Tchatchoua
Olivier Tchatchoua (4 de abril de 1982) é um ex-futebolista profissional camaronês que atuava como defensor.

## Carreira
Olivier Tchatchoua se profissionalizou no Sable Batié.

## Seleção
Olivier Tchatchoua integrou a Seleção Camaronesa de Futebol na Copa das Confederações FIFA de 2001.